# Pieńsk (gemeente)
De gemeente Pieńsk is een stad- en landgemeente in het Poolse woiwodschap Neder-Silezië, in powiat Zgorzelecki.
De zetel van de gemeente is in Pieńsk.
Op 30 juni 2004 telde de gemeente 9377 inwoners.

## Oppervlakte gegevens
In 2002 bedroeg de totale oppervlakte van gemeente Pieńsk 110,33 km², waarvan:
- agrarisch gebied: 56%
- bossen: 34% (Bory Dolnośląskie)

De gemeente beslaat 13,16% van de totale oppervlakte van de powiat.

## Demografie
Stand op 30 juni 2004:
| Omschrijving                   | Totaal | Totaal | Vrouwen | Vrouwen | Mannen | Mannen |
| ------------------------------ | ------ | ------ | ------- | ------- | ------ | ------ |
| eenheid                        | aantal | %      | aantal  | %       | aantal | %      |
| inwoners                       | 9377   | 100    | 4749    | 50,6    | 4628   | 49,4   |
| bevolkingsdichtheid (inw./km²) | 85     | 85     | 43      | 43      | 41,9   | 41,9   |

In 2002 bedroeg het gemiddelde inkomen per inwoner 1221,77 zł.

## Administratieve plaatsen (sołectwo)
Bielawa Dolna, Bielawa Górna, Dłużyna Dolna, Dłużyna Górna, Lasów, Stojanów, Żarka nad Nysą, Żarki Średnie.
Zonder de status sołectwo : Strzelno.

## Aangrenzende gemeenten
Lubań, Nowogrodziec, Węgliniec, Zgorzelec. De gemeente grenst aan Duitsland.